# Aguilares
Aguilares – miasto w Salwadorze, w departamencie San Salvador, położone około 35 km na północ od stolic kraju San Salvador. Ludność (2007): 19,1 tys. (miasto), 21,3 tys. (gmina). Rozwinął się tutaj przemysł spożywczy i włókienniczy.